# Mouadamiyat al-Cham
Muadamiyat al-Cham (المعضمية الشام, également orthographié Moadamiyet al-Cham, Moadamiya ou Moadamiyah ) est une ville du sud de la Syrie, faisant administrativement partie du district de Darayya dans le gouvernorat de Rif Dimachq, située à environ 10 km au sud-ouest de Damas, dans une zone appelée la Ghouta occidentale. Les localités voisines comprennent le centre de Darayya à l'est, Jdeidat Artouz et Sahnaya au sud et Qudsaya au nord.
Selon le Bureau central syrien des statistiques, la ville comptait 52 738 habitants lors du recensement de 2004. La ville est « célèbre pour ses oliveraies ». 
Muadamiyat doit son nom à Al-Mu'azzam Isa, un sultan kurde de la dynastie ayyoubide qui régna sur Damas de 1218 à 1227.